# 布赖恩·凯勒
布赖恩·凯勒（英語：Brian Kerle，1945年8月29日—），澳大利亚男子篮球运动员。他曾随国家队参加了1972年夏季奥林匹克运动会男子篮球比赛，最终队伍获得第九名。